# 蟹棗

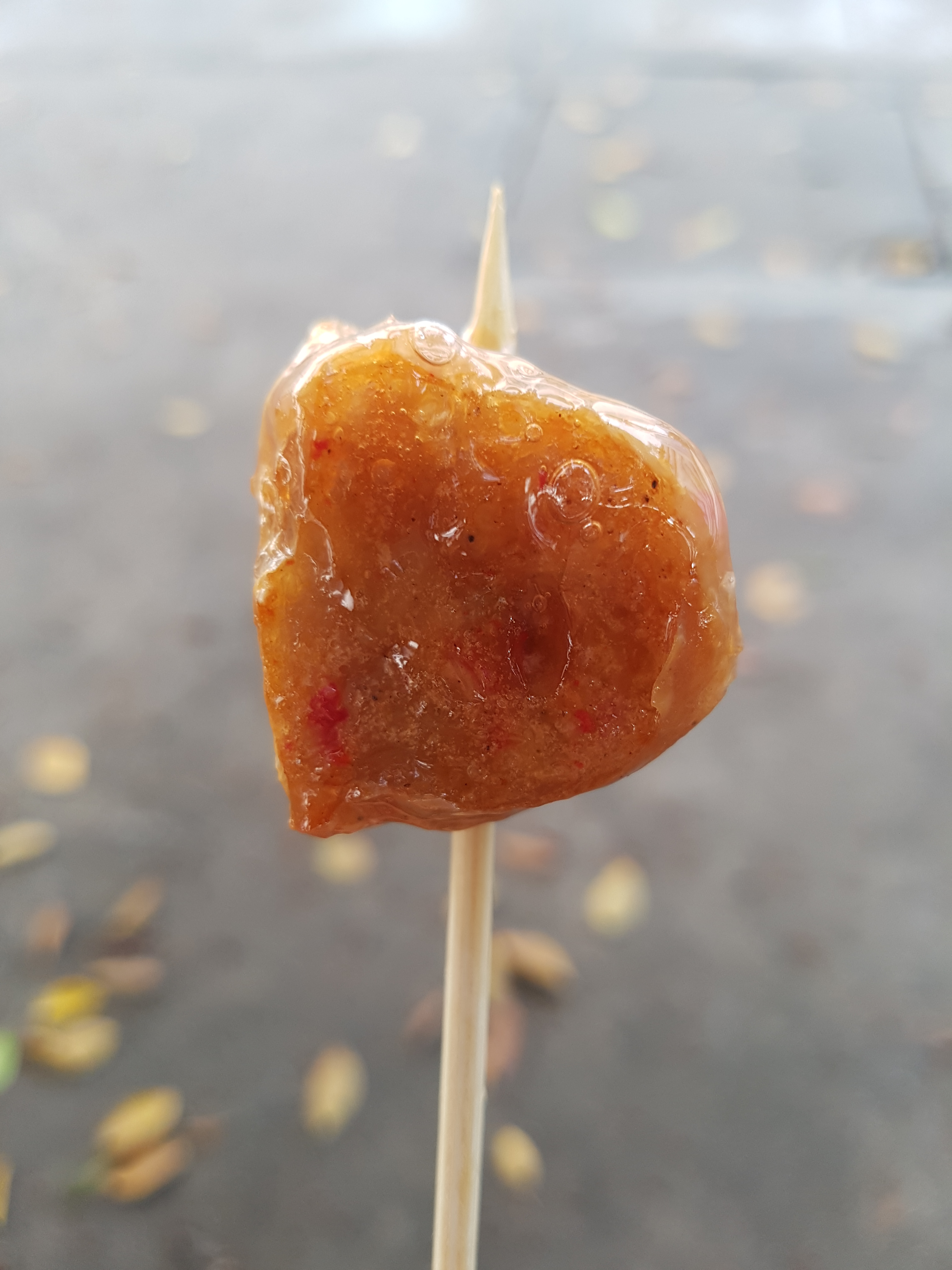
蟹棗

蟹棗（かになつめ）は広東省潮州を起源とする中華料理（潮州料理）である。その形状はナツメの実に似ており、小さな揚げたカニを丸めたものが入っている。主たる材料としては、蟹や豚バラ肉、刻んだシログワイ、卵、野菜、ハーブが挙げられ、それらを湯葉で包んで長い巻き寿司状にしたものを、一口サイズに切りわけて揚げる。
蟹棗は在タイ華僑の間で人気がある一品で、ホーイチョー（中: 蟹棗  ; Peng'im ：hoi6 jo2; 、タイ語: ฮ่อยจ๊อ、 RTGS: hoicho、発音 [hɔ̂j.t͡ɕɔ́ː] ）と呼称されている。